# Ali Akbar Salehi
Ali Akbar Salehi (j.perski علی‌اکبر صالحی; ur. 1949) – irański naukowiec, wykładowca akademicki i dyplomata.

## Życiorys
Urodził się w 1949 w Karbali. Studiował na Uniwersytecie Amerykańskim w Bejrucie oraz Massachusetts Institute of Technology w USA, skąd wrócił do Iranu po rewolucji islamskiej. Jako naukowiec związany był między innymi z Sharif University of Technology w Bejrucie, gdzie pełnił również funkcje administracyjne. W latach 1997–2004 piastował funkcję stałego przedstawiciela Iranu przy Międzynarodowej Agencji Energii Atomowej (MAEA), zaś w latach 2007–2009 piastował funkcję zastępcy sekretarza generalnego Organizacji Współpracy Islamskiej. Od 2009 do 2010 był dyrektorem Organizacji Energii Atomowej Iranu (AEOI). Pod koniec 2010 zastąpił odwołanego ministra spraw zagranicznych Manuczehra Mottakiego i urząd pełnił do sierpnia 2013 kiedy zastąpił go Mohammad Dżawad Zarif. W tym samym roku Salehi został po raz drugi powołany na dyrektora Organizacji Energii Atomowej Iranu (AEOI).